# Grumo

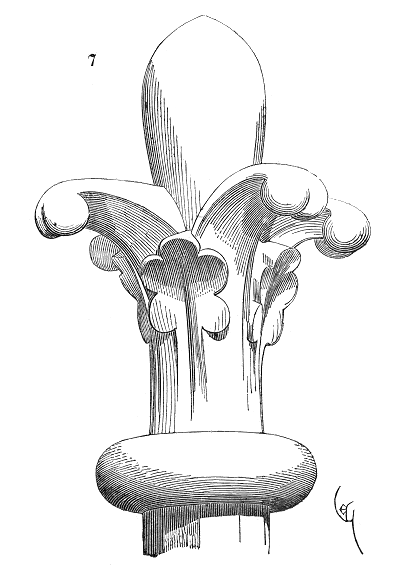
Grumo

Se llama grumo al penacho o florón más o menos abierto que se coloca en los ápices de los gabletes, pináculos y agujas del estilo gótico.
La costumbre de coronar las edificacione con una decoración vegetal se remonta a la antigüedad griega como demuestra el remate de la techumbre de la Linterna de Lisícrates en Atenas formado por un grumo de hojas de acanto. 
Los arquitectos de la Edad Media emplearon esta decoración con mucha frecuencia en la coronación de pináculos y ápices. Si se sigue con atención el desarrollo y marcha de tal tema decorativo en dicha época, se observará que los florones empezaron por ser un conjunto de hojas y yemas a veces terminadas con cabezas humanas. Luego, los pistilos de las flores fueron los modelos que escogieron los escultores y estos pasaron más adelante a la imitación de la hoja abierta o desarrollada del todo.
Véase también:
- Ornamento